# Öringtjärnen (Näskotts socken, Jämtland)
Öringtjärnen är en sjö i Krokoms kommun i Jämtland och ingår i Indalsälvens huvudavrinningsområde.